# Mount Martine
Mount Martine (französisch Sommet Martine, in Argentinien Monte Martina) ist ein rund 800 m (nach chilenischer Darstellung 609 m) hoher und massiger Berg auf der westantarktischen Charcot-Insel. Seine markante Nordflanke ist unvereist während die Südhänge von Schnee überdeckt sind. Er ragt an der Nordküste der Insel unmittelbar südlich von Cheesman Island auf.
Teilnehmer der Fünften Französischen Antarktisexpedition (1908–1910) unter der Leitung des Polarforschers Jean-Baptiste Charcot entdeckten ihn am 11. Januar 1910. Charcot benannte den Berg später nach seiner dritten Tochter Martine (1911–1979). Das Advisory Committee on Antarctic Names übertrug 1950 die französische Benennung ins Englische. Luftaufnahmen der US-amerikanischen Operation Highjump (1946–1947) vom 9. Februar 1947 dienten 1960 dem britischen Geographen Derek Searle vom Falkland Islands Dependencies Survey für eine Kartierung.